# François Brune (prêtre)
 (février 2023).
Pour les articles homonymes, voir François Brune et Brune.
François Brune, né le 18 août 1931 à Vernon dans l'Eure, mort le 16 janvier 2019, est un ancien prêtre catholique français devenu orthodoxe à la fin de sa vie. Il est l'auteur de nombreux ouvrages concernant la théologie, la spiritualité, la vie après la mort et le paranormal en rapport avec la foi catholique.

## Biographie
Après un baccalauréat suivi de quatre années d’hypokhâgne et khâgne et de certificats en Sorbonne en lettres classiques (latin et grec ancien), François Brune entreprend des études de philosophie et de théologie (cinq ans à l’Institut catholique de Paris et un an à l’université de Tübingen). En 1960, il obtient la licence de théologie de l’Institut catholique et entre dans la Compagnie des prêtres de Saint-Sulpice avant de devenir professeur de dogmatique des grands séminaires de Nantes, Rodez et Bayeux. En 1962, il suit à l’Institut biblique de Rome deux années d'études, conclues par la licence d’Écriture sainte en 1964. Depuis 1970, il se consacre à l’écriture de ses ouvrages, ainsi qu'à l'animation de conférences dans divers pays, effectuant de nombreux voyages à la rencontre d’autres chercheurs.
Il est notamment actif dans le domaine de la transcommunication instrumentale, c'est-à-dire l'usage d'un instrument technique (caméra, ordinateur, etc.) en vue de communiquer avec les morts.

### Obsèques
Les funérailles du Père Brune ont eu lieu à la Cathédrale de la Sainte Trinité le 21 janvier 2019. Son corps est inhumé au sein du carré orthodoxe du Cimetière de Vanves.

## Théologie
Le Père Brune s’est intéressé à de nombreuses questions théologiques mais son œuvre de théologie a deux caractéristiques : la mise en avant de la convergence de l'expérience des mystiques catholiques d’Occident avec la tradition théologique des Églises orthodoxes et non avec les courants théologiques dominants dans l'occident catholique ou protestant (influencés par saint Augustin et saint Thomas d'Aquin) ; la prise en compte des découvertes scientifiques, en particulier celles de la physique quantique, et des phénomènes liés à la mort (expériences de mort imminentes) pour combattre le matérialisme.
François Brune compare ainsi la théologie occidentale qui voit dans le Christ une union entre une nature humaine matérielle et une nature divine spirituelle et la théologie orientale apophatique et mystique.
Dans un de ses ouvrages, François Brune se réjouit du retour à des idées d'avant la crise ecclésiale des années 1960 à 2000, comme la notion de péché ou l'importance du sacrement de réconciliation, mais aussi du recul dans l'Église catholique des thèses matérialistes niant l'existence et l'importance du surnaturel et des miracles, thèses qui, selon lui, réduisent le message du Christ à une vague philosophie humanitaire et philanthropique. Il se réjouit de l'abandon du catéchisme pour enfant Pierres vivantes où la divinité de Jésus-Christ n'était affirmée que dans une note de bas de page.
Cependant, il ne pense pas que le retour aux usages d'avant Vatican II suffiront à rendre l'Église catholique crédible et attractive et il est ouvert à l'ordination des hommes mariés pratiquée dans les Églises orthodoxes, à la réconciliation des divorcés remariés, à l'usage du préservatif. Très hostile à la « théologie épouvantable et désespérante » de saint Augustin sur les masses damnées, il regrette que son influence ait été hypertrophiée en Occident au détriment des Pères grecs beaucoup plus proches selon lui du véritable christianisme.

## Publications
- Pour que l’homme devienne Dieu, Ymca-Press, 1969, 2e édition Dangles, 1992 ; 3e édition Presses de la Renaissance, collection « Petite Renaissance », 2008,  (ISBN 978-2-7509-0357-2). Nouvelle édition, mise à jour, tome 1 et 2, Le temps présent 2013. Jean-Claude Larchet, « François Brune, Pour que l'homme devienne Dieu », Revue d'Histoire et de philosophie religieuses, no 4,‎ octobre-décembre 1992 (présentation en ligne)
- Les morts nous parlent, tome 1, Le Félin, 1988, 2e édition Philippe Lebaud, 1996, 3e édition, Oxus, 2005,  (ISBN 978-2-84898-058-4), édition club « Succès du Livre », 1989 ; France Loisirs, 1994.et 2007. Traduit en bulgare, espagnol, italien, polonais, portugais et roumain. Livre de poche, 2009.
- Les Miracles et autres prodiges, Philippe Lebaud, 2000, 270 p. (lire en ligne)
- À l’écoute de l’au-delà, avec la collaboration de Rémy Chauvin, 1re édition sous le titre « En direct de l’au-delà », Robert Laffont, 1993 ; 2e édition Philippe Lebaud, 1999 ; 3e édition Oxus, 2003,  (ISBN 2-84898-011-7) ; éditions club Le grand livre du mois, 1999, France Loisirs, 2000 ; traduit en italien et portugais.
- L’homme doit-il être sauvé ? (Christ et karma) Presses de la Renaissance, collection « Petite Renaissance », 2007,  (ISBN 978-2-7509-03466) ; 1re édition sous le titre « Christ et karma - La réconciliation », Dangles, 1995 ; traduit en allemand, espagnol et roumain. Nouvelle édition, mise à jour et avec DVD incorporé, sous le titre Christ et karma, Le temps présent, 2012.
- Dites-leur que la mort n’existe pas, messages de Jean Winter et Gérald de Dampierre, reçus en écriture automatique, présentés et commentés par le Père Brune, Éditions Exergue, 1997,  (ISBN 2-911525-18-3), traduit en roumain et en polonais.
- Saint Paul : le témoignage mystique, Oxus, 2003,  (ISBN 2-84898-012-5).
- Dieu et Satan, Oxus, 2004,  (ISBN 2-84898-045-1) ; 1re édition sous le titre « Les miracles et autres prodiges », Philippe Lebaud, 2000 ; édition club France Loisirs 2000 ; traduit en roumain.
- Le Chronoviseur, Oxus, 2004,  (ISBN 2-84898-035-4) ; 1re édition sous le titre « Le nouveau mystère du Vatican », Albin Michel, 2002 ; traduit en italien et roumain.
- La Vierge du Mexique, Le jardin des livres, 2002,  (ISBN 2-914569-09-2).
- La Vierge de l’Égypte, Le Jardin des Livres, 2004,  (ISBN 2-914569-33-5).
- Les morts nous parlent, tome 2, Oxus, 2006,  (ISBN 2-84898-061-3) ; édition club France Loisirs, 2007. Livre de poche, 2009.
- Hélas, qu’avons-nous fait de Son Amour ?, Le temps présent,  (ISBN 2-35185-020-3).
- Le Secret de ses yeux : le miracle de la Vierge du Mexique, éditions Le Temps Présent, Paris, 2008.
- Les morts nous aiment, éditions Le Temps Présent, Paris, 2009.
- Le Christ autrement, éditions Le Temps Présent, Paris, 2010.
- Mes entretiens avec les morts, éditions Le Temps Présent, Paris, 2012.
- Ma vie au service de Dieu : pour une théologie enfin chrétienne ! éditions Le Temps Présent, Paris, 2014.
- Théologie des icônes (1. Initiation au langage des icônes. 2. Les Icônes du Christ), éditions Le Temps Présent, Paris, 2015.
- Retrouver Dieu malgré l'Église : le désastre théologique, Paris, Le Temps Présent, 2016 (lire en ligne)
- La Fracture théologique : un Christ, deux christianismes, éditions Le Temps Présent, Paris, 2017.
- Théologie des icônes (3. La Vie du Christ), éditions Le Temps Présent, Paris, 2018.

Contributions
- « Le Portrait spirituel des moines d'après le Paterikon de Kiev », paru dans Monachisme d'Orient et d'Occident : l'Orient monastique du Xe au XVe siècle, Association des amis de Sénanque, 1986.
- « La Réduction de la personne à l'être chez saint Augustin et dans la scolastique », paru dans l'ouvrage collectif Saint Augustin, dans la série des « Dossiers H », Lausanne, L'Âge d'homme, 1988, (p. 262-281).

Préfaces
- Merci : témoignages et messages de l'Au-delà de David Fontaine, Le Temps présent, 2014.
- Les morts nous aiment : messages et enseignement du monde de lumière, Jean Winter et Gérald de Dampierre, Le Temps présent, 2009,  (ISBN 978-2-351-85050-3).
- Plus doux sera l'éveil, Christine André, éditions Le Temps présent, 2009,  (ISBN 2351850475).
- Le pays d'après, Jean Prieur, éditions Exergue, 2008,  (ISBN 978-2911525711).
- Quand l'au-delà se dévoile, ils peuvent communiquer, Yves Lines, JMG éditions, 2006,  (ISBN 2-915164-80-0) (BNF 41107318).
- Ces voix venue de l'Au-delà, Jean Riotte, éditions Albin Michel, 2001,  (ISBN 978-2226125323).
- Dites-leur que la mort n'existe pas : messages de l'au-delà, Jean Winter et Gérald de Dampierre, éditions Exergue, 1997,  (ISBN 2-911525-18-3) (BNF 37024416).
- Ainsi vivent les morts, Werner Schiebeler, éditions Exergue, 2000.
- La vie après la mort terrestre, Werner Schiebeler, traduction de Monique Thiollet, collection La vie et au-delà, Robert Laffont, 1992 (collection Succès du livre, 1993).
- Théorie et pratique de la transcommunication : un pont entre notre monde et l'au-delà, Hildegard Schäfer, traduction de Monique Thiollet, Robert Laffont et Le Grand livre du mois, 1992.
- Images et messages de l'Au-delà, Monique Simonet, éditions du Rocher, 1992,  (ISBN 2 268 01444 4).

## Filmographie
- Quand l'invisible nous parle, film documentaire de Marc-Laurent Turpin, mesure-6 Films, 2006
- Interview du Père Brune sur France 2 : Lien vers la vidéo
- Intervention du Père Brune lors d'un reportage sur la transcommunication instrumentale : Lien vers la vidéo
- Retour dans l'Au-delà, film documentaire de Marc-Laurent Turpin, mesure-6 Films, 2007
- Conférences du Père Brune sur la communication avec l'au-delà et des cas de possession. Lien vers la vidéo.

## Pour approfondir